# Бельфорский проход
Бельфорский проход (фр. Trouée de Belfort) или Бургундские ворота (нем. Burgundische Pforte) — горный проход в восточную часть Франции между горными массивами Юра и Вогезы. Образован долинами рек Иль и Ду, соединяет бассейн реки Сона на юго-западе с Верхнерейнской низменностью на северо-востоке. Вдоль прохода проложен канал Рона-Рейн, железная дорога и несколько автострад.

## Общее описание
Общая длина прохода 45 км, ширина около 20—30 км, высота над уровнем моря 300—500 м. Дно прохода образовано глинистыми, лёссовыми и суглинистыми грунтами, которые подвержены размоканию во время дождей, что может сильно затруднить проходимость местности вне дорожной сети. Поверхность прохода на значительном своём протяжении покрыта лесами и пологими холмами с высотой около 150 м. Крутизна склонов холмов может достигать средних значений.
На северной оконечности прохода много небольших озёр. Наивысшие значения уровня воды в окрестных реках отмечаются в сезон с июня по июль.

## Исторический очерк
В ходе франко-прусской войны 1870—1871 годов Бельфорский проход стал ареной боевых действий для частей прусской армии, вторгшихся на территорию Франции. К началу Второй мировой войны для обороны Бельфорского прохода был возведён один из участков линии Мажино — Бельфорский укрепрайон, который, однако, в июне 1940 года так и не был использован против наступающих немецких войск. В марте 1945 года Бельфорский проход для продвижения к Страсбургу был использован частями 1-й французской армии. 1 апреля в районе Филиппсбурга она форсировала реку Рейн, создав плацдарм, с которого затем шло наступление на Карлсруэ и к швейцарской границе.